# Гонсальво, Мариано
Мариано Гонсальво Фалькон (исп. Mariano Gonzalvo Falcón, кат. Marià Gonzalvo i Falcon; 22 марта 1922, Мольет-дель-Вальес, Каталония, Испания — 7 апреля 2007, Барселона, Каталония, Испания), также известный как Гонсальво III — испанский футболист, большую часть карьеры выступавший за «Барселону» (1940—1941 и 1942—1955). В составе каталонского клуба становился пятикратным чемпионом Испании, трёхкратным обладателем Кубка Генералиссимуса, трёхкратным обладателем Кубка Эвы Дуате и обладателем Золотого Кубка Аргентины. Признавался одним из самых талантливых полузащитников в Ла Лиге в 1940-х и 1950-х годах. Участник Чемпионата мира 1950 в составе национальной сборной Испании.

## Клубная карьера
Мариано Гонсальво начинал играть в футбол в любительских клубах «Мольет» (муниципалитет Мольет-дель-Валье) и «Европа» (Барселона).
Игроком «Барселоны» 18-летний Мариано стал после успешного выступления за «Европу», любительскую команду из каталонской столицы. Однако закрепиться в основе не смог, и уже в 1941 году, после первого же сезона в «Барселоне» и первого сезона в профессиональном футболе вообще, отправился в сарагосский «Реал». Ставший, к слову, первым и единственным футбольным клубом вне Каталонии в карьере Мариано. Проведя сезон 1941/42 в «Сарагосе», в одной команде со своим старшим братом Хулио, и способствовав её возвращению в высшую лигу со второго места в Сегунде, Мариано вернулся в «Барселону». На протяжении нескольких месяцев после возвращения Гонсальво, как и прежде, выходил на поле лишь в рамках национального Кубка и неофициальных турниров. 13 декабря 1942 года Мариано дебютировал за «Барселону» в рамках испанской Примеры в гостевом матче против «Севильи» (2:4), ставшей в итоге вице-чемпионом («Барселона» финишировала третьей).
В течение следующих тринадцати сезонов Мариано Гонсальво был одним из важнейших игроков «Барселоны», одним из первоочередных творцов первой «золотой» эпохи в истории клуба, сыграв за него 331 игру и забив 56 мячей во всех соревнованиях. За время игры младшего из братьев Гонсальво каталонская «команда мечты», партнёрами Мариано по которой были Сесар Родригес Альварес, Эстанислао Басора, Антони Рамальетс, Ладислао Кубала, Хуан Самбудио Веласко, Хосеп Эскола и Жоан Сегарра, выиграла 15 официальных трофеев, в том числе впервые в своей истории — Латинский Кубок, Золотой Кубок Аргентины и Кубок Эвы Дуарте, а также во второй раз в истории и впервые после сезона 1929 — завоёван чемпионский кубок испанской Примеры. Два старших брата Мариано Гонсальво также были успешными футболистами: упомянутый Хулио Гонсальво, известный как Гонсальво I, удачно играл за барселонский «Эспаньол», а Хосеп Гонсальво, или Гонсальво II, как и младший брат, прославился в сине-гранатовой форме, проведя за «Барселону» 146 матчей. В 1945—1946 гг. все трое Гонсальво выступали за «Барселону», однако старший брат из-за конфликта с главным тренером Хосепом Самитьером лишь дважды выходил на поле, после чего был отчислен из команды, а затем и покинул её, завершив тем самым карьеру игрока в свои 29 лет.
Мариано покинул «Барселону» после окончания сезона 1954/55. Следующие два сезона провёл в «Льейде» и «Кондале», причём последняя команда изначально была резервом «Барселоны» и стала отдельным клубом незадолго до прихода Гонсальво. Закончив профессиональную карьеру в 1957 году, Мариано вернулся к тому, с чего начинал, и ещё несколько лет играл на любительском уровне в одних командах со своими братьями.
7 декабря 1962 года «Барселона» провела товарищеский матч с уругвайским «Пеньяролем» в честь Мариано Гонсальво.

## Карьера в национальной сборной
В 1946—1954 гг. Мариано провёл 16 матчей в составе национальной сборной Испании, в которых отметился одним голом. На Чемпионате мира по футболу 1950 сыграл в пяти из шести матчей Испании, в том числе в знаменитом победном поединке против Англии (1:0) на групповой стадии и в не менее знаменитом разгроме от Бразилии (1:6), состоявшемся в рамках финальной группы. Потерпев 2 поражения в 3 матчах финальной группы, Испания, тем не менее, показала лучший результат в своей истории на тот момент, заняв 4-е место (после Уругвая, Бразилии и Швеции).
Завершил карьеру в сборной после того, как Испания не смогла квалифицироваться в финальный этап Чемпионата мира 1954. Также в 1947—1954 гг. Гонсальво провёл 3 матча за сборную Каталонии, а 23 февраля 1950 года сыграл в единственном в истории матче объединённой сборной Каталонии и Леванте (была одержана победа 2:1 над аргентинским клубом «Сан-Лоренсо»).

## Статистика выступлений

### Клубная статистика
| Выступление      | Выступление      | Выступление      | Лига | Лига | Кубок страны | Кубок страны | Еврокубки | Еврокубки | Другие | Другие | Итого | Итого |
| Клуб             | Лига             | Сезон            | Игры | Голы | Игры         | Голы         | Игры      | Голы      | Игры   | Голы   | Игры  | Голы  |
| ---------------- | ---------------- | ---------------- | ---- | ---- | ------------ | ------------ | --------- | --------- | ------ | ------ | ----- | ----- |
| Барселона        | Примера          | 1940/41          | 0    | 0    | 1            | 0            | —         | —         | —      | —      | 1     | 0     |
| Барселона        | Примера          | 1941/42          | 0    | 0    | 0            | 0            | —         | —         | —      | —      | 0     | 0     |
| Барселона        | Примера          | 1942/43          | 1    | 0    | 0            | 0            | —         | —         | —      | —      | 1     | 0     |
| Барселона        | Примера          | 1943/44          | 3    | 0    | 0            | 0            | —         | —         | —      | —      | 3     | 0     |
| Барселона        | Примера          | 1944/45          | 14   | 5    | 2            | 0            | —         | —         | —      | —      | 16    | 5     |
| Барселона        | Примера          | 1945/46          | 25   | 3    | 1            | 0            | —         | —         | 1      | 0      | 27    | 3     |
| Барселона        | Примера          | 1946/47          | 23   | 1    | 4            | 0            | —         | —         | —      | —      | 27    | 1     |
| Барселона        | Примера          | 1947/48          | 21   | 2    | 2            | 0            | —         | —         | —      | —      | 23    | 2     |
| Барселона        | Примера          | 1948/49          | 23   | 2    | 5            | 0            | —         | —         | 0      | 0      | 28    | 2     |
| Барселона        | Примера          | 1949/50          | 20   | 2    | 2            | 0            | —         | —         | 0      | 0      | 22    | 2     |
| Барселона        | Примера          | 1950/51          | 24   | 3    | 6            | 1            | —         | —         | —      | —      | 30    | 4     |
| Барселона        | Примера          | 1951/52          | 25   | 3    | 6            | 0            | —         | —         | 1      | 0      | 32    | 3     |
| Барселона        | Примера          | 1952/53          | 6    | 0    | 2            | 1            | —         | —         | —      | —      | 8     | 1     |
| Барселона        | Примера          | 1953/54          | 16   | 3    | 0            | 0            | —         | —         | —      | —      | 16    | 3     |
| Барселона        | Примера          | 1954/55          | 7    | 2    | 0            | 0            | —         | —         | —      | —      | 7     | 2     |
| Барселона        | Примера          | 1955/56          | 0    | 0    | 2            | 0            | 1         | 0         | —      | —      | 3     | 0     |
| Барселона        | Итого            | Итого            | 208  | 26   | 33           | 2            | 1         | 0         | 2      | 0      | 244   | 28    |
| Льейда           | Сегунда          | 1955/56          | 14   | 2    | 0            | 0            | —         | —         | —      | —      | 14    | 2     |
| Льейда           | Итого            | Итого            | 14   | 2    | 0            | 0            | 0         | 0         | 0      | 0      | 14    | 2     |
| Кондал           | Примера          | 1956/57          | 16   | 1    | 2            | 0            | —         | —         | —      | —      | 18    | 1     |
| Кондал           | Итого            | Итого            | 16   | 1    | 2            | 0            | 0         | 0         | 0      | 0      | 18    | 1     |
| Всего за карьеру | Всего за карьеру | Всего за карьеру | 238  | 29   | 35           | 1            | 1         | 0         | 2      | 0      | 276   | 30    |

## Достижения

### Командные
«Барселона»
- Чемпион Испании (5): 1944/45, 1947/48, 1948/49, 1951/52, 1952/53
- Обладатель Кубка Испании (3): 1951, 1952, 1952/53
- Обладатель Золотого кубка Аргентины: 1945
- Обладатель Кубка Эвы Дуарте (3): 1948, 1952, 1953
- Обладатель Латинского кубка (2): 1949, 1952
- Обладатель Кубка Мартини Росси (2): 1952, 1953

## Факты
- Бутсы Мариано Гонсальво хранятся в Музее «Барселоны» (FC Barcelona Museu).